# 李玉臻 (1942年)
李玉臻（1942年11月—），笔名寓真，男，山西武乡人，中华人民共和国政治人物、诗人，二级大法官，曾任中共山西省委政法委副书记、山西省高级人民法院院长，山西省人大常委会副主任，第十届全国人大代表。

## 《送母回乡》事件
2021年3月18日，豆瓣网友发现署名李商隐的五言诗《送母回乡》实为李玉臻所作《暴雨途中二十韵》的截取，而《送母回乡》原本是另一首五言古诗的标题。该诗作为“李商隐”的作品入选了大量少年儿童诗词读本和各种音视频课程。